# Berestok, Zalișciîkî
Berestok (în ucraineană Бересток) este un sat în comuna Uhrînkivți din raionul Zalișciîkî, regiunea Ternopil, Ucraina.

## Demografie
Componența lingvistică a localității Berestok
     Ucraineană (100%)
Conform recensământului din 2001, toată populația localității Berestok era vorbitoare de ucraineană (100%).